# Giuseppe Berardi
Giuseppe Berardi (ur. 28 września 1810 w Ceccano, zm. 6 kwietnia 1878 w Rzymie) – włoski kardynał.

## Życiorys
Urodził się 28 września 1810 roku w Ceccano, jako syn Vincenza Berardiego i Anny Marii Bruni. Studiował na La Sapienzy, gdzie uzyskał doktorat utroque iure. Wkrótce potem się ożenił i miał córkę, jednak obie zmarły przedwcześnie. Następnie został relatorem Świętej Konsulty i protonotariuszem apostolskim. 19 marca 1862 roku przyjął święcenia kapłańskie. 7 kwietnia 1862 roku został tytularnym arcybiskupem Nicei, a 8 listopada przyjął sakrę. 13 marca 1868 roku został kreowany kardynałem prezbiterem i otrzymał kościół tytularny Santi Marcellino e Pietro. Zmarł 6 kwietnia 1878 roku w Rzymie.